# A Dog's Breakfast
A Dog's Breakfast is een Amerikaans-Canadese komediefilm uit 2006, geregisseerd en geschreven door David Hewlett en geproduceerd door John Lenic en Jane Loughman. De hoofdrollen worden vertolkt door David Hewlett, Kate Hewlett en Paul McGillion.

## Verhaal
Patrick en zijn zus Marilyn hebben nooit een goede relatie met elkaar gehad. Nu komt ze thuis met haar nieuwe verloofde en tv ster Ryan. Patrick probeert van alles om het nieuwe koppel uit elkaar te drijven.

## Rolbezetting
| Acteur            | Personage                     |
| ----------------- | ----------------------------- |
| David Hewlett     | Patrick                       |
| Kate Hewlett      | Marilyn                       |
| Paul McGillion    | Ryan / Colt / Detective Morse |
| Christopher Judge | Chris                         |
| Rachel Luttrell   | Ratcha                        |
| Amanda Byram      | Elise                         |
| Michael Lenic     | Zero                          |

## Vervolg
Hewlett heeft in een interview laten weten dat er een vervolg zou komen. Het vervolg zou A Dog's Breakfast 2: Heir of the Dog heten. Hij wil graag dat Christopher Judge, Rachel Luttrell en Paul McGillion weer een rol krijgen in het vervolg. Wanneer het vervolg uitkomt is onbekend.